# 큰사다새
큰사다새(Great white pelican, Pelecanus onocrotalus)는 사다새과에 속하는 새이다. 유럽 남동부, 아시아, 아프리카 지역의 늪이나 얕은 호수에서 서식한다.
IUCN 적색 위기종에서 최소관심종으로 분류되어 있다. 유럽의 43개 중요조류지역 내에서 볼 수 있다.

## 내용
길이는 140~80센티미터이며 부리는 28.9~47.1센티미터에 분홍색이거나 노란색이다. 날개 길이는 226~360센티미터이다.